# パンダ号
パンダ号（パンダごう）とは、東京都と青森県を結ぶ弘南バスが運行する高速バスの総称である。
「パンダ号」の名称は当初、上野駅前 - 青森駅前を運行する夜行便について与えらてたものであるが、派生路線が「パンダ号」を冠した名称に変更されてからは「パンダ号 上野線」として案内されている。
本項ではパンダ号上野線の昼行便「パンダ号 スカイ線」（旧スカイ号）、バスタ新宿・東京駅を発着地とする「パンダ号 東京新宿線」及び「パンダ号 八戸線」（旧えんぶり号）についても記載する。
どちらも全ての座席が指定のため、利用には事前の予約が必要。

## 概要

### パンダ号 スカイ線
上野駅前 - 青森駅前を運行する昼行便。運行開始当初は『青森上野号』の愛称だった。「スカイターン号」で好評だった格安往復割引運賃を設定した。2006年9月の「スカイターン号」廃止に伴い、経路を弘前バスターミナル経由に変更。牡丹平（黒石）、羽黒平（浪岡）、青森大野停車を廃止した。
2010年9月23日出発便より、「青森上野号」は『スカイ号』に改称した。
競合他社である、元ツアー系事業者のWILLER EXPRESS→MICHINORI EXPRESSや桜交通、ジャムジャムエクスプレスは昼行便を運行していないため、昼行便としては唯一無二の存在である。
2022年12月1日出発便より、「パンダ号スカイ線」に改称。

### パンダ号 上野線
上野駅前〜青森駅前を運行する夜行便。旅行会社主催によるツアーバスに対抗するため低コストな貸切バス車両で運行する。運行開始後90日間の平均乗車人員は40名。
2006年7月より東日本フェリーを乗り継いで函館まで連絡する高速バスとフェリーのセット乗車券を新設したが、高速船の運行休止により、2008年10月末をもって廃止。その後、2009年2月1日より東日本フェリーの航路を引き継いだ道南自動車フェリー（津軽海峡フェリー）とのセット乗車券として再発売された。
2014年3月1日より、かつてツアーバスとして運行していた「アップル号」が「パンダ号東京新宿線」に改称された。当路線についても本項で記載する。この改称で、青森市内（あおもり健康ランドと青森駅前）の停車が廃止された。

### パンダ号（八戸線）
えんぶり号として、青森駅前・八戸駅〜バスタ新宿間運行していたものを2021年7月から青森駅前・八戸駅〜上野駅前間の「パンダ号（八戸線）」にリニューアルした。

## 担当営業所
パンダ号スカイ線
- 弘前営業所
  - 以前は青森営業所が担当していたが、弘前に移管。

パンダ号
- 上野線：青森営業所、弘前営業所
  - 以前は黒石営業所も担当していたが、青森・弘前に移管。
- 東京新宿線：五所川原営業所、弘前営業所

## 運行経路
太字は停車停留所
- 両路線とも佐野SA（下りスカイ号のみ[4]）・那須高原SA・国見SA・紫波SA・阿闍羅PA（下りパンダ号上野線のトイレ休憩のみ）で休憩を取る。
- バスタ新宿 - 東京駅間および弘前BT - 青森・五所川原駅間のみとパンダ号八戸線の青森県内区間のみの利用不可。弘前BTでは乗降扱いの前に青森・五所川原乗降客向けのトイレ休憩が行われるが、2024年4月1日から、弘前バスターミナルの営業時間変更により、上野駅前20時30分発の下りパンダ号の最終トイレ休憩が当ターミナルから阿闍羅PAに変更された[5]。

パンダ号・パンダ号スカイ線（上野線）
上野駅（正面口東北急行バス上野駅前停留所） - （扇大橋出入口） - （首都高速道路） - （川口JCT） - （東北自動車道） - （大鰐弘前IC） - （国道7号） - 弘前バスターミナル - （国道7号） - （浪岡IC） - （東北自動車道） - （青森中央IC） - 青森駅 - 青森港フェリーターミナル
- 青森港フェリーターミナルはパンダ号の1往復のみ発着、上野・函館きっぷ利用者のみ乗降可能。

パンダ号東京新宿線
バスタ新宿 - バスターミナル東京八重洲 - （呉服橋出入口） - （首都高速道路） - （川口JCT） - （この間は『スカイ号・パンダ号上野線』と同一ルート） - 弘前バスターミナル - （国道7号） - （国道339号） - （国道101号） - （国道339号） - 五所川原駅
パンダ号八戸線
上野駅（正面口東北急行バス上野駅前停留所） - （扇大橋出入口） - （首都高速道路） - （川口JCT） - （東北自動車道） - 本八戸駅北口高速バスのりば - 八戸駅東口 - 北里大学前（※ローソン前） - 十和田市まちなか交通広場3番のりば - 七戸十和田駅北口 - 野辺地駅前 - 平内町体育館 - 青森駅前9番のりば

## 運行回数
スカイ号
- 1日1往復（不定期運行）。

パンダ号
- 上野線1日2往復、新宿線1日1往復、八戸線（季節便1往復）。

## 運賃
2016年12月1日から。
- 冬・春・夏休み以外の月曜日 - 木曜日:大人片道4,000円
- 冬・春・夏休み明けの月曜日 - 木曜日：5,000円
- 通常期の土曜日：5,500円
- 準繁忙期（金曜日・日曜日と冬・春・夏休み期間の月曜日 - 木曜日）:6,000円
- 繁忙期（年末年始・ゴールデンウィーク・夏休み期間及び3連休の前日など弘南バスが指定する期間）:6,500円
- 超繁忙期（青森ねぶたの開催期間にあたる8月2日 - 7日）：7,000円

## 歴史
- 2005年（平成17年）
  - 3月1日 - 青森上野号を運行開始。

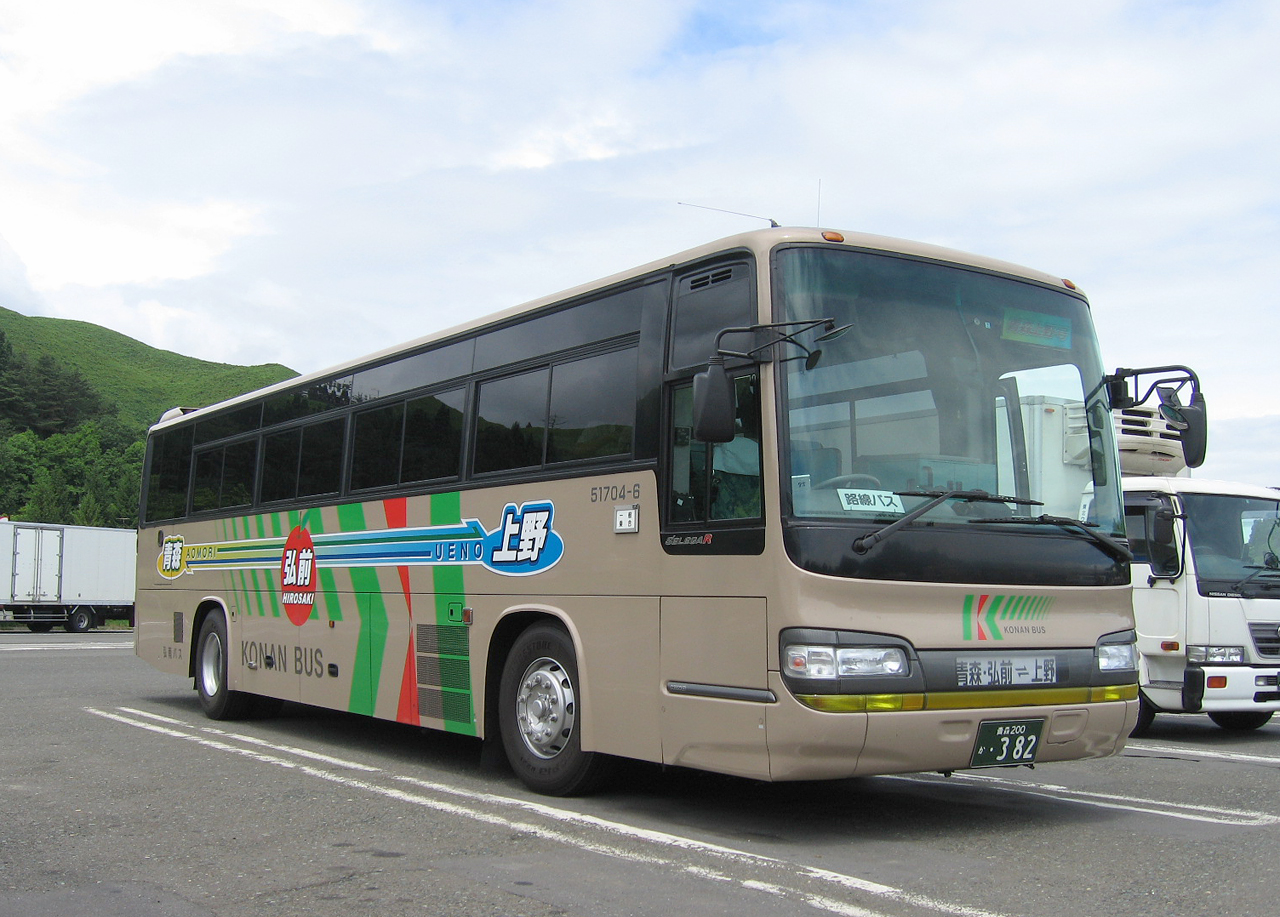
青森上野号

  - 10月15日 - 2枚綴り回数券を新設。
  - 12月1日 - パンダ号を運行開始[6]。
- 2006年（平成18年）
  - 7月21日 - パンダ号の起終点を青森港フェリーターミナルに変更。パンダ号・フェリーセット乗車券を新設。
  - 9月2日 - スカイターン号の廃止に伴い、青森上野号を弘前バスターミナル経由に変更。牡丹平、羽黒平、青森大野停車を廃止。
- 2007年（平成19年）
  - 9月1日 - 高速船ナッチャンRera就航に伴い、上野・函館きっぷを新設。
  - 12月1日 - パンダ号を1往復増便、1日2往復とする。
- 2008年（平成20年）
  - 10月1日 - 乗車時に配布していたサービス券を廃止。このサービス券は10枚で、乗車1回が無料となる無料券と交換。
  - 10月31日 - 高速船ナッチャンReraおよびナッチャンWorldの廃止に伴い、この日の運行をもって青森駅前 - 青森港フェリーターミナル間を廃止。あわせて上野・函館きっぷの発売も中止。
  - 11月1日 - この日よりインターネットでの予約（発車オ〜ライネット）が可能になる。
  - 12月1日 - 無料券の使用を廃止。
- 2009年（平成21年）2月1日 - 青森駅前 - 青森港フェリーターミナル間の運行及び上野・函館きっぷの発売再開。
- 2010年（平成22年）9月23日 - 
  - 「青森上野号」は「スカイ号」へ改称するとともに、片道運賃を値下げ（往復割引運賃設定を廃止・同路線における青森上野号・パンダ号共通回数券の利用ができなくなる）。アベックシニアシート運賃（19,000円。男女ペアで合わせて100歳を超える乗客に限り、2人を合わせて往復乗車のみ1,000円を割り引き）を新たに設定。
  - 「パンダ号」は片道運賃を値下げ（往復割引運賃設定を廃止・青森上野号・パンダ号共通回数券はパンダ号のみの利用に変更）。うち1往復において女性専用車設定を新たに新設。
- 2011年（平成23年）6月3日 - えんぶり号（当時）が運行開始。当時は毎日運行だった。
- 2014年（平成26年）
  - 1月31日 - この日をもって、回数券（4枚綴り16,000円）の発売を終了[7]。なお、手持ちの回数券については、有効期限内であればそのまま利用できる。また、払い戻しを希望する場合は、残余券の枚数×4000円で払い戻しを行う。
  - 3月1日 - 運賃値上げ[8] 及び「パンダ号」ではペア割引の廃止。また、前日に廃止された「アップル号」に代わり「パンダ号東京新宿線」の運行開始[9]。なお、「パンダ号東京新宿線」は、旧「アップル号」と異なり青森市内（あおもり健康ランドと青森駅前）を経由しない。
- 2015年（平成27年）3月13日 - この日乗車分から、これまでの「通常期」・「繁忙期」運賃に加え、「準繁忙期」運賃が設定される。この「準繁忙期」運賃は、金曜日と日曜日が適用日となる。また、2015年は3月13日から31日の期間も｢準繁忙期｣が適用された[10]。
- 2016年（平成28年）
  - 4月4日 - この日乗車分から、「パンダ号東京新宿線」の新宿地区の乗り場が、新宿高速バスターミナルからバスタ新宿（新・新宿高速バスターミナル）に変更（降車は同年5月9日到着便まで新宿駅西口）。
  - 4月18日 - この日から、えんぶり号（当時）が、多客期のみの季節運行に変更。
  - 5月10日 - この日から、「パンダ号東京新宿線」の到着便もバスタ新宿に乗り入れ[11]。
  - 12月1日 - この日乗車分から、これまでのカレンダー運賃に変更される。
- 2020年（令和2年）
  - 4月10日 - 新型コロナウイルス感染拡大の影響により、「スカイ号」がこの日より7月16日の青森出発便まで（東京出発便は翌4月11日より7月17日まで）当分の間運休[12]。
  - 4月16日 - 上記の理由により、「パンダ号」（上野線・新宿線とも）がこの日より5月30日の青森出発便まで（東京出発便は翌5月31日まで）運休[12]。
  - 5月31日 - 「パンダ号」（上野線・新宿線とも）がこの日の青森出発便より（東京出発便は翌6月1日より）運行を再開[12]。ただし、当面、上野線は第1便のみ運行し、第2便は7月16日（上野出発便は翌7月17日まで）引き続き運休。
  - 7月17日 - スカイ号とパンダ号上野線第2便の運行再開（青森出発便・上野出発便は翌7月18日から）[13]。
- 2021年（令和3年）7月 - えんぶり号をパンダ号（八戸線）と名称変更。
- 2022年（令和4年）
  - 7月21日 - 「パンダ号（八戸線）」が、十和田市まちなか交通広場に停車開始[14]。
  - 9月27日 - 「パンダ号（新宿線）」が東京駅前の「バスターミナル東京八重洲」に乗り入れを開始した[15]。
  - 12月1日 - 「スカイ号」が「パンダ号スカイ線」に改称[2]。
- 2024年（令和6年）12月1日 - 「パンダ号（上野線）」の上下各第1便がさいたま新都心バスターミナルへの停車を開始し、全便が青森港フェリーターミナル発着となる[16]。

## 車両
- スカイ号は正座席38名（4名×9列+2名）のトイレ付専用車両を使用。最後列（37番・38番）は業務用（乗務員の休憩スペース）席のため一般には販売されない。
  - スカイ号の窓側の壁にはコンセントがある。但し、携帯の充電など低電力の機器向けと思われる。
- パンダ号はトイレなしの観光バス仕様の車両（45席）を使用。最前列（1番 - 4番）は業務用（乗務員の仮眠スペース）席のため一般には販売されない。また、最後列の中央席も販売されない[17]。
  - ただし、東京新宿線はトイレ付き車両が運用されることがある。

### 使用車両の比較
|                 | スカイ号       | パンダ号 |
| --------------- | -------------- | -------- |
| 1台あたりの定員 | 36名           | 40名     |
| 車内コンセント  | 窓側座席に設置 | なし     |
| 車内トイレ      | あり           | なし     |
| 昼食休憩        | あり           | なし     |
| 女性専用車両    | なし           | あり     |

## 乗車券
- 乗車31日前より弘南バス各窓口、JTBなど主要旅行会社およびインターネット（発車オ〜ライネット）で予約を受け付ける。
- 予約後にローソンのLoppiやファミリーマートのFamiポートによる発券が可能。ただし、予約変更や払い戻しは不可。
- 回数券の発売箇所は、弘南バスの窓口、青森・弘前市内の指定旅行会社に限られていた。

## 利用状況
青森上野号
（青森 - 上野。2006年8月31日まで）
| 年度               | 運行日数 | 運行便数 | 年間輸送人員 | 1日平均人員 | 1便平均人員 |
| 2004（平成16）年度 | 31       | 62       | 1,311        | 42.3        | 21.1        |
| 2005（平成17）年度 | 365      | 728      | 10,676       | 29.2        | 14.7        |
| 2006（平成18）年度 | 153      | 306      | 4,543        | 29.7        | 14.8        |

（青森・弘前 - 上野。2006年9月1日より）
| 年度               | 運行日数 | 運行便数 | 年間輸送人員 | 1日平均人員 | 1便平均人員 |
| 2006（平成18）年度 | 212      | 424      | 10,813       | 51.0        | 25.5        |
| 2007（平成19）年度 | 366      | 732      | 18,569       | 50.7        | 25.4        |

パンダ号
| 年度               | 運行日数 | 運行便数 | 年間輸送人員 | 1日平均人員 | 1便平均人員 |
| 2005（平成17）年度 | 90       | 239      | 9,567        | 106.3       | 40.0        |
| 2006（平成18）年度 | 365      | 1,082    | 38,870       | 106.5       | 35.9        |
| 2007（平成19）年度 | 366      | 1,431    | 47,347       | 129.4       | 33.1        |

2007年度の利用状況についてはこちら (PDF) を参照。